# Śląskie Sudeckie Towarzystwo Górskie
Śląskie Sudeckie Towarzystwo Górskie (niem. Schlesischer Sudetengebirgsverein, w skrócie SSGV) – niemiecka organizacja turystyczna działająca w latach 1922–1945 na terenie niemieckiej części Gór Opawskich i we wschodniej części niemieckich Gór Złotych. Po II wojnie światowej wznowiła działalność w zachodnich Niemczech.

## Zarys dziejów
Po I wojnie światowej władze czechosłowackie wymusiły na Morawsko-Śląskim Sudeckim Towarzystwie Górskim (w skrócie MSSGV) ograniczenie działalności do terenu Czechosłowacji. W tej sytuacji sekcje z terenu Niemiec zorganizowały 17 września 1922 r. w Głuchołazach zjazd założycielski, na którym powołano do życia Śląskie Sudeckie Towarzystwo Górskie. Siedziba władz znajdowała się w Nysie. W okresie największego rozkwitu organizacja miała 22 sekcje (grupy terenowe) i liczyła ok. 5000 członków. Najważniejsze sekcje znajdowały się w Nysie, Wrocławiu, Prudniku, Głubczycach i Paczkowie.
Początkowo działalność organizacji ograniczała się do niemieckiej części Gór Opawskich. W 1933 r. do SSGV wstąpiło jako sekcja Złotostockie Towarzystwo Górskie i wówczas rozszerzono działalność na część Gór Złotych. SSGV utrzymywało ścisłe związki z MSSGV, a jego sprawozdania ukazywały się na łamach czasopisma „Altvater”.
Do największych sukcesów organizacji należała budowa schroniska Górnoślązaków na Biskupiej Kopie oraz wyznakowanie odcinka szlaku długodystanowego szlaku Saara-Śląsk (Saar-Schlesien Weg). Dużo uwagi poświęcano również rozwojowi narciarstwa.
Po przyłączeniu Kraju Sudetów do III Rzeszy SSGV bez powodzenia próbowało zjednoczyć się z MSSGV. Udało się natomiast przyłączyć jako sekcję Sudeckie Towarzystwo Górskie Wiedeń. Po II wojnie światowej SSGV zostało reaktywowane na terenie zachodnich Niemiec. W 1972 r. organizacja została rozwiązana.